# Trichophaea
Trichophaea Boud. – rodzaj grzybów należący do rodziny Pyronemataceae.

## Charakterystyka
Owocniki tupu apotecjum, bez trzonków, siedzące, półkuliste, krążkowe lub soczewkowate, hymenium białawe do jasnoszarego lub szarobrązowe, brązowe lub czarniawe, powierzchnia zewnętrzna pokryta brązowymi włoskami. Brzeg owłosiony. Ekscypulum dwuwarstwowe: warstwa rdzeniowa gruba, tekstura intricata, warstwa ektalna z teksturą typu subglobulosa/angularis. Włoski na powierzchni z przegrodami, o prostej podstawie. Worki operculate, powstające z pastorałek, nieamyloidalne, 8-zarodnikowe. Parafizy smukłe, czasami z główkami na szczycie, szkliste. Askospory jednorzędowe, elipsoidalne lub kuliste, szkliste, z jedną gutulą, rzadziej z wieloma, grubościenne, gładkie. Tworzą ektomykoryzę. Anamorfy należą do rodzaju Dichobotrys.

## Systematyka i nazewnictwo
Pozycja w klasyfikacji według Index Fungorum: Pyronemataceae, Pezizales, Pezizomycetidae, Pezizomycetes, Pezizomycotina, Ascomycota, Fungi.
Takson utworzył Jean Louis Émile Boudier w 1885 r. Synonim: Dichobotrys Hennebert 1973:
Gatunki występujące w Polsce:
- Trichophaea abundans (P. Karst.) Boud. 1907[4]
- Trichophaea amphidoxa (Rehm) Boud. 1907[4]
- Trichophaea contradicta (Seaver) H.J. Larsen 1980[5]
- Trichophaea gregaria (Rehm) Boud. 1907[4]
- Trichophaea hemisphaerioides (Mouton) Graddon 1960[4]
- Trichophaea livida (Schumach.) Boud. 1904[5]
- Trichophaea woolhopeia (Cooke & W. Phillips) Boud. 1907[4]

Nazwy naukowe na podstawie Index Fungorum. Wykaz gatunków według M.A. Chmiel i innych.